# Blindage composite

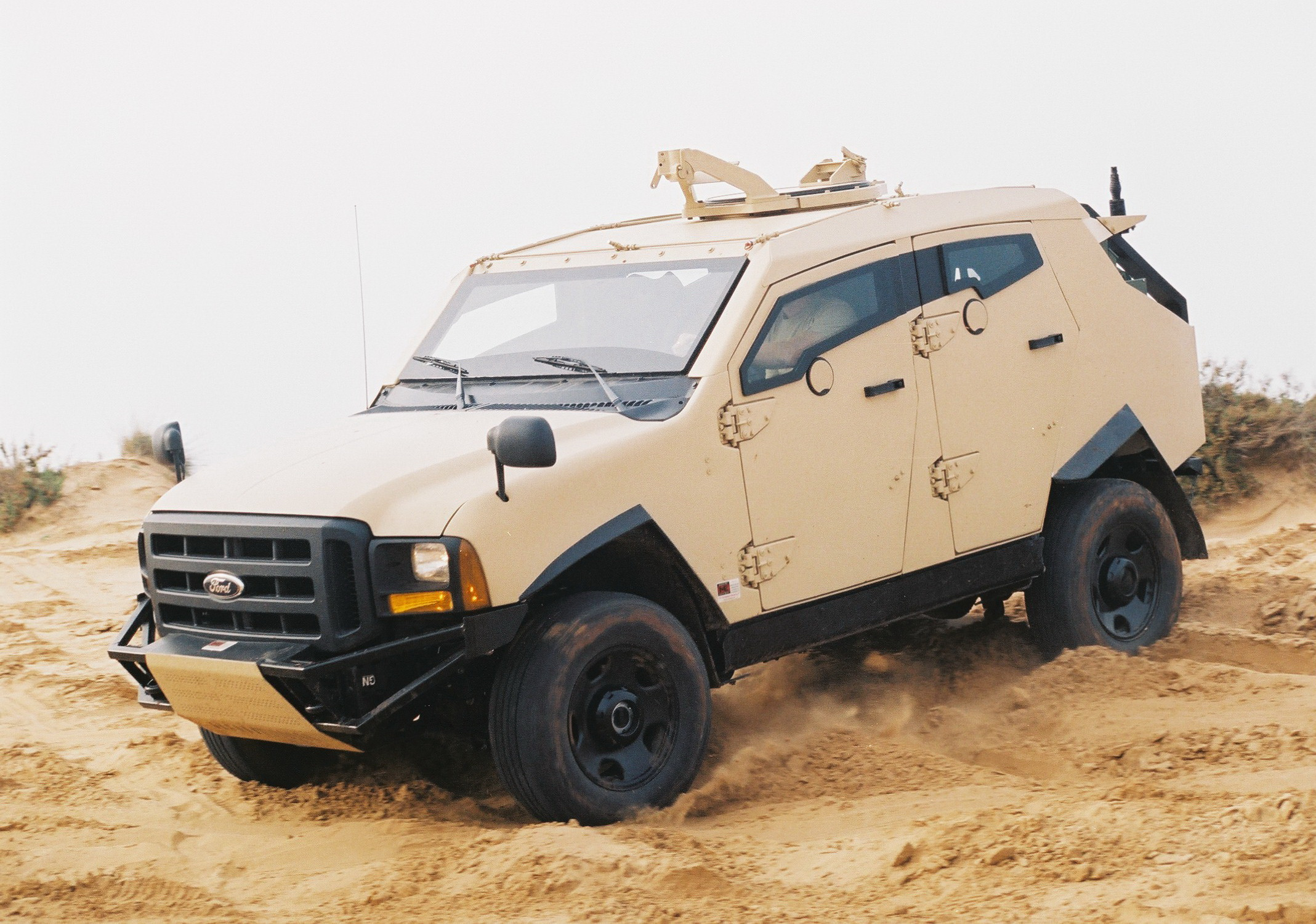
Plasan Sand Cat avec son blindage composite

Le blindage composite est un type de protection pour véhicules blindés composé de couches de différents matériaux comme les métaux, matières plastiques, de céramique ou même de l'air.
La plupart des blindages composites sont plus légers que leurs équivalent uniquement métallique mais occupent un plus grand volume pour la même résistance à la pénétration.
Il est possible de concevoir des blindages composites plus résistants, plus légers et moins volumineux que les autres blindages, mais leur coût est souvent prohibitif, restreignant leur utilisation à certains points particulièrement vulnérables.
Son but principal est d'aider la protection face aux munitions High Explosive Anti-Tank (HEAT).